# Часлав Копривица
Часлав Копривица (Никшић, 1970) српски је филозоф и универзитетски професор.

## Биографија
Његов отац је био професор филозофије. На завршетку средње школе занимале су га и филозофија и физика, па је упоредо уписао оба смера на Универзитету у Београду, да би се касније определио само за филозофију.
Дипломирао је на Филозофском факултету Универзитета у Београду 1995. године. На истом факултету је магистрирао 1999. тезом о Мартину Хајдегеру, а докторирао је 2003. тезом о Платону. Од 1996. до 2000. радио је као сарадник у Институту за филозофију и друштвену теорију у Београду. Од 2000. године радио је као асистент на предмету Филозофија на Факултету политичких наука у Београду. Изабран је 2004. године у звање доцента, 2009. године у звање ванредног професора, а 2014. године у звање редовнога професора. Предаје предмете Филозофија и Социјална онтологија на Факултету политичких наука Универзитета у Београду.

Копривица се изричито залаже за очување термина „философија” са С, уместо филозофије са З. Он сматра да су „кроатојугославени”, односно комунисти СФР Југославије упропастили целу српску културну баштину, самим тим и овај термин:
„Зато што је та ријеч [философија] у средњем веку у српски језик из грчкога. У грчком се пише са „с”, пошто је φιλοσοφία, љубав према мудрости. Пошто не кажемо ни за жене да се зову „Зофија” него Софија и ми смо тако звали своје институције — као рецимо Философски факултет и Српско философско друштво — до после Другог светског рата. А онда смо по некаквом глајшалтовању, уподобљавању, да кажемо, млађем брату који се испоставио у другој Југославији као старији — то су Хрвати — ми смо онда преузели начин на који су они то описали и (од) тада постоји „филозофија” и „Филозофски факултет” код Срба. Иначе, до тада је било искључиво „с”. Па је онда у смислу, више немамо ту Југославију, више немамо — макар формално — старатељство, да тако кажемо, кроатојугословена над нама нити српскохрватског језика, па дакле нема макар неке од тих последица друге Југославије и културне политике која је она са собом донела, да би смо могли да вратимо у нормалу (термин философија).”
Био је члан Политичкога савета Демократске странке Србије (иако није био члан странке), али је после парламентарних избора 2020. године напустио то место због тога што је био један од 75 оснивача Покрета за одбрану Косова и Метохије. Тренутно је члан Председништва тога покрета са Слободаном Самарџићем, Богољубом Шијаковићем, Душаном Проковићем и Милошем Ковићем.
Области интересовања Часлава Копривице су историја филозофије, филозофска херменеутика, историја идеја, филозофија културе и политичка теорија. Говори немачки, енглески, руски и француски. Превео је неколико монографија и чланака из области филозофије са немачког језика. Српски језик говори ијекавским изговором источнохерцеговачкога дијалекта. Члан је Српског филозофског друштва.
Иако истиче да у филозофији не треба имати узора у виду некога филозофа због непристрасности читаве науке („ако је рецимо у књижевности дозвољена нека врста омађијаности неким аутором, овде није”), Копривица истиче да је Платон „један од највећих мислилаца у повјести философије”.
Био члан Политичкога савета Демократске странке Србије (иако није био члан странке), али је после парламентарних избора 2020. године напустио то место због тога што је био један од 75 оснивача Покрета за одбрану Косова и Метохије. Тренутно је члан Председништва тога покрета са Слободаном Самарџићем, Богољубом Шијаковићем, Мило Ломпаром и Милошем Ковићем.
Велики је навијач Југословенског спортског друштва Партизан.

## Награде
- Награда Радио Београда 2 «Књига године» из области филозофије, естетсике и књижевне теорије за 2005. (за књигу Идеје и начела. Истраживање Платонове онтологије);
- Награда града Београда из области хуманистике за 2014. (за књигу Философија ангажовања).
- Награда Београдског сајма за најбоље објављено дело из хуманистике за 2016. (Стенли Розен, Херменеутика као политика – као уредник).

## Дела
Монографије
- Идеје и начела. Истраживање Платонове онтологије, Издавачка књижарница Зорана Стојановића, Сремски Карловци-Нови Сад. 2005.  978-86-7543-098-8. стр. 612..
- О делу ‘Идеје и начела’ Часлав Д. Копривице [чланци и научни интервјуи]¸ Радио Београд 2, Београд, 2007, p. 118.
- Биће и судбина. Хајдегерова мисао између узорности и временитости, Завод за уџбенике, Београд. 2009.  978-86-7543-098-8. стр. 480..
- Будућност страха и наде. Један философски оглед о долазећем времену, Бања Лука. 2011.  978-99955-840-9-2. стр. 108..
- Философија ангажовања, Завод за уџбенике, Београд. 2014.  978-86-17-18716-1. стр. 404..
- Homo Maximus: елементи философије спорта, Центар за изучавање традиције Укронија, Београд. 2018.  978-86-6002-020-0. стр. 442..
- Српски пут: искуства разабирања истиноликости у недоба дубоке смутње, Catena Mundi, Београд. 2018.  978-86-6343-097-6. стр. 445..